# Nenad Popović
Nenad Popović, cyr. Ненад Поповић (ur. 30 września 1966 w Tuzli) – serbski polityk, przedsiębiorca i działacz sportowy, parlamentarzysta, były wiceprzewodniczący Zgromadzenia Narodowego, w latach 2017–2022 i od 2024 minister.

## Życiorys
Absolwent wydziału inżynierii mechanicznej Uniwersytetu w Belgradzie. Magisterium i doktorat uzyskiwał na Moskiewskim Uniwersytecie Państwowym, od 2000 prowadził wykłady na tej uczelni. Po studiach pracował w Moskwie w szwajcarskim koncernie metalurgicznym Euromin. W połowie lat 90. założył własną kompanię pod nazwą ABS Holdings, która objęła kilkanaście fabryk produkujących urządzenia energetyczne na terenie Rosji i Serbii.
Powoływany w skład rządowych grup roboczych zajmujących się m.in. sprawami gospodarki obszaru Kosowa i Metochii oraz południowej Serbii. Został także honorowym przewodniczącym rady towarzystwa przyjaźni serbsko-rosyjskiej. Pełnił funkcję prezesa klubu piłkarskiego FK Partizan i wiceprezesa klubu koszykarskiego KK Partizan.
Był działaczem Demokratycznej Partii Serbii (DSS) i wiceprzewodniczącym tego ugrupowania. W latach 2008–2014 przez dwie kadencje sprawował mandat posła do Zgromadzenia Narodowego, od 2012 był wiceprzewodniczącym serbskiego parlamentu. W 2014 po wyborczej porażce DSS opuścił to ugrupowanie, w tym samym roku założył i został przewodniczącym Serbskiej Partii Ludowej.
W czerwcu 2017 nominowany na ministra bez teki w rządzie Any Brnabić. Utrzymał tę funkcję również w utworzonym w październiku 2020 drugim gabinecie dotychczasowej premier. Zakończył urzędowanie w październiku 2022.
W 2022 otrzymał mandatowe miejsce na liście koalicji skupionej wokół SNS, uzyskując wówczas wybór do Zgromadzenia Narodowego. W 2023 objęty sankcjami nałożonymi przez Departament Stanu Stanów Zjednoczonych w związku z zarzutami działalności prorosyjskiej. W maju 2024 ponownie został ministrem bez teki w powołanym wówczas rządzie Miloša Vučevicia. Utrzymał tę funkcję także w utworzonym w kwietniu 2025 gabinecie Đura Macuta.